# Cuatro Grandes (transatlánticos)
Los Cuatro Grandes (en inglés: Big Four) fueron un cuarteto de transatlánticos de más de 20 000 toneladas construidos por los astilleros de Harland & Wolff para la naviera británica White Star Line a principios del siglo XX, que, desde 1901 hasta 1907, fueron entrando en servicio progresivamente. El cuarteto estaba formado por el RMS Celtic (1901), el RMS Cedric (1903), el RMS Baltic (1904) y el RMS Adriatic (1907).

## Antecedentes
En 1899, la White Star Line encargó el RMS Oceanic, el cual excedía al Great Eastern en longitud, aunque no en tonelaje. Después de la muerte de Thomas Ismay, la orden para construir un buque gemelo del Oceanic, que sería bautizado como Olympic, fue cancelada. En lugar de ello, se transfirieron los recursos de la empresa a un nuevo proyecto: construir la mayor flota de barcos que hubiera surcado los mares, los Cuatro Grandes.

## Características
Los Cuatro Grandes tenían un tonelaje comprendido entre las 20 296 y las 24 679 toneladas —siendo el Baltic y el Adriatic los navíos más grandes del cuarteto—, lo que hizo que, a excepción del Adriatic, obtuvieran el título de los objetos de mayor tamaño jamás creados por el ser humano. 
Los buques eran propulsados por dos hélices impulsadas por turbinas de vapor de expansión cuádruple, alcanzando una velocidad media de 16 nudos (30 km / h). 
El aspecto exterior de los cuatro navíos era bastante similar: casco negro con superestructura blanca, línea de flotación roja y dos chimeneas pintadas con los colores de la White Star Line. Se les dotó de cuatro mástiles —dos delanteros y dos traseros— que soportaban los cables radiotelegráficos.[cita requerida]
En el interior, las instalaciones de primera clase fueron diseñadas con un lujo a una escala sin precedentes, con un comedor coronado por un techo de cristal, un salón de lectura con numerosas librerías —con una colección completa de libros y publicaciones periódicas[cita requerida]—, y grandes ventanales, una zona cubierta de paseo, una sala de fumadores adornada con vidrieras tintadas y, en el caso del Adriatic, baños turcos y una piscina interior.

## RMS Celtic
El Celtic fue el primero de los Cuatro Grandes en ser completado y, además, se convirtió en el primer barco de pasajeros en superar el arqueo del Great Eastern. Fue botado el 4 de abril de 1901 en los astilleros de Harland & Wolff en Belfast, y su viaje inaugural de Liverpool a Nueva York tuvo lugar el 26 de julio de ese mismo año.
El Celtic tuvo una carrera larga hasta que, 1928, encalló en la costa de Cobh, en Irlanda, con más de 200 pasajeros a bordo. Los pasajeros pudieron ser rescatados pero se estimó que el barco no podría ser movido, siendo abandonado para declarado siniestro total. En 1933, el Celtic había sido completamente desmantelado y vendido como chatarra.

## RMS Cedric
El Cedric fue botado el 21 de agosto de 1902, y entregado a la White Star el 31 de enero de 1903, siendo el barco con el mayor tonelaje de su época.
Cuando el RMS Titanic se hundió en abril de 1912, el Cedric se encontraba en Nueva York, y su salida fue atrasada para permitirle llevar de vuelta a Inglaterra a los tripulantes supervivientes de la tragedia.
Su último viaje entre Liverpool y Nueva York se inició el 5 de septiembre de 1931. Ese mismo año, fue vendido a Thomas W. Ward por 22 150 libras y fue desguazado en Inverkeithing (Escocia) en 1932.

## RMS Baltic
El Baltic operó para la White Star entre los años 1904 y 1933. Fue también uno de los barcos que envió mensajes de advertencia sobre la presencia de hielo al Titanic, pero fueron ignorados, lo que desembocó en su trágico hundimiento.
Finalmente, tras una exitosa carrera, la White Star lo vendió para desguace y fue trasladado a Osaka, Japón, donde fue desguazado en 1933.

## RMS Adriatic

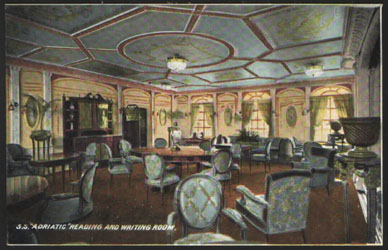
Salón de lectura del Adriatic, c.1910.

El Adriatic fue el cuarto y último barco de su clase, y fue el único de los cuatro que nunca obtuvo el título del barco más grande del mundo, pero era el más rápido y grande de los cuatro. Era tan grande como el Celtic, y con un aspecto exterior muy similar. También fue el primer transatlántico en contar con una piscina al aire libre y baños turcos.
Durante la Primera Guerra Mundial, sirvió como transporte de tropas y sobrevivió a la guerra sin ningún tipo de incidente. Después del conflicto, regresó al servicio de pasajeros. En 1933, fue retirado de la ruta del Atlántico Norte y fue utilizado para viajes de crucero. El Adriatic dejó Liverpool por última vez el 19 de diciembre de 1934, y fue desguazado en Onomichi (Japón), en 1935.